# Konrad Ramrath
Konrad Ramrath (Düsseldorf, 17 de març de 1880 - Bad Honnef, 1 de març de 1972) fou un compositor que dirigí diverses societats corals per a les quals va escriure nombroses òperes. A més, és autor, de diferents composicions orquestrals i instrumentals, així com de la música escènica per a Alexander, Lebensmesse i Die Schuapphähne. Estudià al Conservatori de Colònia del qual amb els anys en fou professor.